# Hedlandet og Åsgård
Hedlandet og Åsgård er en af SCB afgrænset og navngivet småort i Strängnäs kommun i Södermanlands län i Sverige. Den omfatter bebyggelse i Hedlandet og Åsgård som er beliggende i kommunens østlige del, umiddelbart øst for Läggesta og direkte syd for Mariefred, ved Gripsholmsviken.

## Generelt
Byen har sit navn efter to gårde: Hedlanda gård og Åsgård. Hedlanda gård blev bygget omkring år 1800 til lægen Lars Fredrik Grubb fra Mariefred. Åsgård var oprindeligt en arbejderhytte fra 1680'erne. I 1950'erne lå der et plejehjem. I dag er Åsgård et hotel- og konferencested, hvis hovedbygning opførtes i 1960'erne som en pastiche fra 1600-tallet med stenhuggede bygningsdele og dekorationer fra nedrevne huse fra 1600-tallet i Stockholm.
Ved Karlsborgs gård findes en hytte, som ifølge sagnet var Karin Månsdotters hjem under Erik XIV's ophold på Gripsholm.
I midten af 1890'erne blev Norra Södermanlands Järnväg bygget over området. Umiddelbart vest for Åsgård anlagdes jernbanestationen Hedlandet. Siden 2011 er strækningen ombygget til smalspor og trafikeres af museumsjernbanen Östra Södermanlands Järnväg. Skoletrafik med regionalbus trafikerer strækningen mellem Hedlandet og Mariefred via Läggesta. I Hedlandet findes ligeledes nogle salgsvirksomheder, blandt andet et i 1985 grundlagt varehus. Lokalerne husede inden da en metalindustri, som blandt andet fremstillede gryder og kasseroller.

## Billeder
- Økonomibygninger ved Hedlanda gård
- Åsgård
- Hedlandet station
- Gripsholmsviken set fra Hedlandet med Mariefred på vigens anden side